# الرياضة في أيرلندا

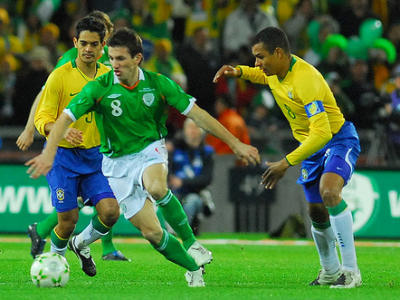

تلعب الرياضة في أيرلندا دورًا مهمًا في المجتمع. تشتمل الرياضات العديدة المتابعة في أيرلندا على كرة القدم، والألعاب الغالية (بما في ذلك كرة القدم الغالية، ولعبة القذف والكاموجي)، وسباق الخيل والقفز الاستعراضي وسباق الكلاب وكرة السلة وصيد السمك وكرة اليد ورياضة السيارات والملاكمة والتنس والهوكي والجولف والتجديف والكريكيت واتحاد الرغبي.
تُعد كرة القدم أكثر الأنشطة الجماعية شعبية بالنسبة للذكور بنسبة 8.8% مع ممارسة كرة القدم الغالية بنسبة 3.4%، تتضمن الأنشطة الفردية الأكثر شعبية عند الذكور التمارين الشخصية (بنسبة 13.4%) والجري (8.9%). لا تحظى رياضات الفرق على شعبية كبيرة بين الإناث، إذ تختار نسبة أكبر من النساء في سن ما بعد المدرسة أنشطة رياضية فردية. تَوَفر تمويل وتركيز إضافي للإناث في الرياضة اعتبارًا من عام 2018 مع عدد من النجاحات في المسابقات الرياضية الدولية الخاصة بالسيدات.
من بين 62 مليون يورو مخصصة في تمويل برنامج كابيتال سبورت التابع للحكومة الأيرلندية لعام 2017، خُصص ما يقارب 25 مليون يورو لرياضة القذف وكرة القدم الغالية وغيرها من الألعاب التي تشرف عليها جمعية الرياضة الغالية، و7.7 مليون يورو لكرة القدم، و 3.3 مليون يورو للرغبي، و 2.8 مليون يورو للتنس، و2.4 مليون يورو للغولف، و1.3 مليون يورو لكل من الإبحار والتجديف، وأكثر من مليون يورو للملاكمة وألعاب القوى، و0.5 مليون يورو للسباحة، مع تخصيص الباقي بين مجموعات رياضة أخرى.
استحوذت كرة القدم الغالية على 34% من إجمالي الحضور الرياضي في الأحداث في جمهورية أيرلندا في عام 2003، تليها لعبة القذف بنسبة 23%، وكرة القدم بنسبة 16% والرغبي بنسبة 8%، أظهرت دراسة مبادرة «فيورتراك» لعام 2005 للمشاهدين الرياضيين أن نهائي بطولة أيرلندا لكرة القدم هو الحدث الأكثر مشاهدةً في السنة الرياضية في البلاد. تُعد كرة القدم أكثر رياضة جماعية لعبت في أيرلندا. تُعتبر الأنشطة الرياضية الأخرى المتمتعة بأعلى مستويات المشاركة في اللعب في جمهورية أيرلندا: كرة القدم الغالية، ولعبة القذف، والغولف، والتمارين الرياضية، وركوب الدراجات، والسباحة، والبلياردو/السنوكر.
نظرًا لتبعية أيرلندا الشمالية للمملكة المتحدة، فهي ترسل أيضًا فريقًا من أيرلندا الشمالية إلى دورة ألعاب الكومنولث. يمكن لشخص من أيرلندا الشمالية اختيار تمثيل أيرلندا أو بريطانيا العظمى في دورة الألعاب الأولمبية.

## كرة القدم الغالية
قد يُشار إلى هذه الرياضة باسم كرة القدم الغالية أو «الغالية»، قد يحدث خلاف مع كرة القدم في حال سميت «كرة القدم». على الرغم من أنها موجودة منذ قرون في أيرلندا باسم «كايد»، لكن كرة القدم الغالية وضعت رسميًا في قانون لعب منظم من قبل جمعية الرياضة الغالية (جي إيه إيه) في أواخر القرن التاسع عشر. إذ كانت الرياضة الأكثر شعبية في أيرلندا.
يوجد مستوى لمن هم تحت سن 18 عامًا ومستوى لمن هم أقل من 21 عامًا ومستويات للكبار. جميع اللاعبين هواة رغم إمكانية حصول اللاعبين ذوي المستوى العالي على دخل من مصادر مثل الرعاية والمنح. يلعب لاعبو كرة القدم الغالية إما في نادٍ محلي أو فرق الأبرشية، مع اختيار الجانب الأفضل. يمكن اختيار لاعبي المقاطعات للعب في مباريات كأس سكة حديد المقاطعات أو فريق «القواعد الدولية» من أجل مواجهة أستراليا. تُعد البطولة الأيرلندية للكبار لكرة القدم وبطولة الرابطة الوطنية لكرة القدم، المعروفة أيضًا باسم «إن إف إل» المسابقات الرئيسة في أيرلندا.
يبدأ عام كرة القدم الغالية بمسابقات ما قبل الموسم ومسابقات الـ«إن إف إل». وتبدأ البطولة في أوائل الصيف. تمتلك كل مقاطعة من المقاطعات الأربعة بطولاتها الخاصة، ويجب على الفرق المشارِكة في البطولة أن تحقق نتائج جيدة في «التصفيات» إذا أرادت الفوز بمكان للتنافس مع أبطال المقاطعات الأربعة في دور الثمانية في جميع أنحاء أيرلندا. تقام المباراة النهائية في يوم الأحد الثالث من شهر سبتمبر. يُعد فريق كيري أكثر فرق كرة قدم نجاحًا، إذ حصل على 37 لقبًا في بطولات أيرلندا. يوجد عدد من الديربيات داخل اللعبة، مثل الديربي في دبلن وميث. ومن بين الديربيات البارزة الأخرى: «كورك ضد كيري» و«مايو ضد غالوي» و«كيري ضد دبلن».

## لعبة القذف
تُعد لعبة القذف رياضة أيرلندية أصلية منذ عدة آلاف من السنين، نظمتها رابطة الرياضية الغالية. توجد رياضة القذف في المرتبة الثانية بعد كرة القدم الغالية من ناحية أرقام الحضور. تُعد القذف أيضًا أسرع رياضة ميدانية في العالم.
تمتلك اللعبة أوجه تشابه مع رياضة الشينتي والهوكي. لكن نادرًا ما تلعب الكرة على كامل مساحة الملعب. تُلعب لعبة القذف على أرض عشب كبيرة.
تتشابه العديد من جوانب تنظيم لعبة القذف مع كرة القدم، إذ تُنظم كلتا اللعبتين من قبل «جي إيه إيه». تتمتع لعبة كرة القدم الغالية ببصمة أكبر من ناحية المنافسة على المستوى العالي، ولكن في العديد من المقاطعات التي تُمارس فيها كلتا الرياضتين، تأخذ كرة القدم الأسبقية أحيانًا، وفي بعض أجزاء البلد، تكون لعبة القذف هي المهيمنة (مثل كيلكيني، وريف أنتريم، وشبه جزيرة أردس وكلير على سبيل المثال). تحظى لعبة القذف بحضور جيد على مستوى النخبة وتمتلئ المباريات ذات المستوى العالي كروك بارك بسعة تفوق 82000 متفرج. المسابقات الرئيسة هي بطولة أيرلندا للكبار، وبطولة لينستر ومونستر، وكأس الرابطة الوطنية للقذف.
أُدرجت كل من القذف وكاموجي في قائمة اليونسكو للتراث الثقافي غير المادي للبشرية.

## كاموجي
تشبه كاموجي لعبة القذف. توجد اختلافات رئيسة مثل أنها لعبت حصرًا من قبل النساء. تتضمن الاختلافات الأخرى مع القذف استخدام كرة أصغر، مع القدرة على إدخال الهدف باستخدام اليد، وقانون اللباس الذي يتطلب من اللاعبين ارتداء سكورت. أقيمت أول لعبة في رياضة الكاموجي عام 1904 في مقاطعة ميث.